# OOM (バンド)
OOM（ウーム）は、日本のバンド。所属レーベルはGIZA studioのインディーズレーベルであるWEEDS。

## メンバー
メンバーの詳細は個別記事を参照。
- 大賀好修（おおが よしのぶ）
1971年4月8日生まれ。兵庫県出身。ギター・作曲・編曲担当。元nothin' but love、現Sensation。
- 望月美玖（もちづき みく）
6月27日生まれ。大阪府出身。ボーカル・作詞担当。
- 大楠雄蔵（おおくす ゆうぞう）
1977年5月2日生まれ。大阪府出身。キーボード担当。現Sensation。

## 来歴
大賀を中心に結成。望月のデモテープをきっかけに、大賀が望月と出会う。その後 キーボードに以前から大賀とライブ等で交流のあった大楠を迎え、本格的に活動を開始。2004年10月28日にライブハウスhillsパン工場にて初ステージを披露。2009年4月に活動休止。公式サイトも削除されている。

## ディスコグラフィ

### ミニアルバム
| 枚  | 発売日        | タイトル | 規格品番 | 最高位 |
| --- | ------------- | -------- | -------- | ------ |
| 1st | 2005年11月9日 | REVOLVER | WCR-005  |        |
| 2nd | 2006年9月6日  | SECOND   | WCR-007  |        |
| 3rd | 2009年3月4日  | OOM      | WCR-009  |        |